# Wymioty krwawe
Wymioty krwawe (łac. haematemesis) – jest to wymiotowanie krwią. Krew może być świeża lub w rezultacie kontaktu z sokiem żołądkowym ulec przemianom i przybrać postać wymiotów fusowatych. Wymioty krwawe zwykle są objawem krwawienia z górnego odcinka przewodu pokarmowego, okazjonalnie mogą wiązać się z krwawieniem z dróg oddechowych.

## Klasyfikacja ICD10
| kod ICD10     | nazwa choroby                   |
| ------------- | ------------------------------- |
| ICD-10: K92   | Inne choroby układu pokarmowego |
| ICD-10: K92.0 | Wymioty krwawe                  |